# استفانو لودوویکی
استفانو لودوویکی (ایتالیایی: Stefano Lodovichi؛ زادهٔ ۳۱ اوت ۱۹۸۳) فیلم‌نامه‌نویس و کارگردان فیلم اهل ایتالیا است.
از فیلم‌ها یا مجموعه‌های تلویزیونی که وی در آن‌ها نقش داشته‌است، می‌توان به محاکمه اشاره نمود.